# فورتوناتو أرينا
فورتوناتو أرينا (بالإيطالية: Fortunato Arena)‏ هو ممثل إيطالي، ولد في 23 مايو 1921 في قطنصار في إيطاليا، وتوفي في 7 مارس 1994 في روما في إيطاليا.

## وصلات خارجية
- فورتوناتو أرينا على موقع IMDb (الإنجليزية)
- فورتوناتو أرينا على موقع قاعدة بيانات الفيلم (الإنجليزية)